# Stijn Vandenbergh
Stijn Vandenbergh (Oudenaarde, 25 d'abril de 1984) és un ciclista belga. És professional des del 2006, quan firmà amb l'equip Unibet.com. Des del 2017 corre al AG2R La Mondiale.

## Palmarès
- 2004
  - 1r a l'Omloop Het Volk sub-23
- 2007
  - 1r a la Volta a Irlanda i vencedor d'una etapa
- 2016
  - Vencedor d'una etapa a la Volta a la Comunitat Valenciana

### Resultats al Tour de França
- 2009. 96è de la classificació general
- 2010. Fora de control (7a etapa)